# العلاقات البيلاروسية الشمال مقدونية
العلاقات البيلاروسية الشمال مقدونية هي العلاقات الثنائية التي تجمع بين روسيا البيضاء وشمال مقدونيا.

## مقارنة بين البلدين
هذه مقارنة عامة ومرجعية للدولتين:
| وجه المقارنة                                              | روسيا البيضاء                    | شمال مقدونيا                                               |
| --------------------------------------------------------- | -------------------------------- | ---------------------------------------------------------- |
| المساحة (كم2)                                             | 207.60 ألف                       | 25.71 ألف                                                  |
| عدد السكان (نسمة)                                         | 9.50 مليون                       | 2.08 مليون                                                 |
| الكثافة السكانية (ن./كم²)                                 | 45.76                            | 80.9                                                       |
| العاصمة                                                   | مينسك                            | إسكوبية                                                    |
| اللغة الرسمية                                             | اللغة البيلاروسية، اللغة الروسية | اللغة المقدونية، اللغة الألبانية                           |
| العملة                                                    | روبل بلاروسي                     | دينار مقدوني                                               |
| الناتج المحلي الإجمالي (بليون دولار)                      | 54.44 مليار                      | 11.34 مليار                                                |
| الناتج المحلي الإجمالي (تعادل القوة الشرائية) بليون دولار | 168.35 مليار                     | 29.26 مليار                                                |
| الناتج المحلي الإجمالي الاسمي للفرد دولار أمريكي          | 5.74 ألف                         | 4.85 ألف                                                   |
| الناتج المحلي الإجمالي للفرد دولار أمريكي                 | 18.18 ألف                        | 16.25 ألف                                                  |
| مؤشر التنمية البشرية                                      | 0.798                            | 0.747                                                      |
| رمز المكالمات الدولي                                      | +375                             | +389                                                       |
| رمز الإنترنت                                              | .by، .бел                        | .mk                                                        |
| المنطقة الزمنية                                           | ت ع م+03:00                      | توقيت وسط أوروبا، ت ع م+01:00، ت ع م+02:00، أوروبا/سكوبيه ‏ |

## منظمات دولية مشتركة
يشترك البلدان في عضوية مجموعة من المنظمات الدولية، منها:
| علم المنظمة | اسم المنظمة                               | تاريخ انضمام روسيا البيضاء | تاريخ انضمام شمال مقدونيا |
| ----------- | ----------------------------------------- | -------------------------- | ------------------------- |
|             | منظمة الأمن والتعاون في أوروبا            | 30 يناير 1992              | 12 أكتوبر 1995            |
|             | مؤسسة التمويل الدولية                     | 2 نوفمبر 1992              | 25 فبراير 1993            |
|             | منظمة حظر الأسلحة الكيميائية              | ?                          | ?                         |
|             | الأمم المتحدة                             | 24 أكتوبر 1945             | 8 أبريل 1993              |
|             | الاتحاد الدولي للاتصالات                  | 7 مايو 1947                | 4 مايو 1993               |
|             | منظمة الشرطة الجنائية الدولية             | ?                          | ?                         |
|             | البنك الدولي للإنشاء والتعمير             | 10 يوليو 1992              | 25 فبراير 1993            |
|             | الاتحاد البريدي العالمي                   | ?                          | ?                         |
|             | المركز الدولي لتسوية المنازعات الاستشارية | 9 أغسطس 1992               | 26 نوفمبر 1998            |
|             | وكالة ضمان الاستثمار متعدد الأطراف        | 3 ديسمبر 1992              | 19 مارس 1993              |
|             | يونسكو                                    | 12 مايو 1954               | 28 يونيو 1993             |

## وصلات خارجية
- موقع وزارة الخارجية البيلاروسية